# Изложба „Нови чланови” (1981)
Изложба „Нови чланови” се одржала у периоду од 23. јуна до 7. јула 1981. године у Галерији Удружења ликовних уметника Србије, Масарикова 4.

## Уметнички савет
Радове за изложбу је одабрао Уметнички савет Удружења ликовних уметника Србије у следећем саставу:
- Марко Крсмановић, председник Савета
- Чедомир Васић
- Милан Жунић
- Оља Ивањицки
- Олга Јанчић
- Грујица Лазаревић
- Лидија Мишић
- Бранко Омчикус
- Борислава Продановић Недељковић
- Александар Цветковић

## Излагачи

### Сликари
1. Зорица Алексић
2. Чедомир Бајић
3. Драгомир Буљугић
4. Јармила Вешовић
5. Александар Гајић
6. Весна Голубовић
7. Марија Драгојевић
8. Веселин Драшковић
9. Богољуб Ђокић
10. Ђорђе Ђорђевић
11. Мирослав Ђорђевић
12. Стојанка Ђорђић
13. Љубиша Ђурић
14. Светислав Живковић
15. Светозар Зинајић
16. Драгана Ивановић
17. Дејан Јовичић
18. Слободан Каштаварац
19. Клара Криштовац
20. Мирјана Крстевска
21. Весна Марковић
22. Гриша Масникоса
23. Ненад Међедовић
24. Јован Мрђеновачки
25. Василије Мустур
26. Властимир Николић
27. Миломир Романовић
28. Југослав Расулић
29. Бранко Цветковић
30. Марина Шрајбер

### Вајари
1. Станислав Гранић
2. Момчило Јанковић
3. Драгослав Марковић
4. Драган Николић
5. Звонко Новаковић
6. Драган Славић

### Графичари
1. Александар Горбунов
2. Ненад Грбић
3. Љубинка Ивезић
4. Небојша Јехличка
5. Мирјана Јокановић
6. Душан Милошевић
7. Милица Петровић
8. Ахмет Хошић